# Anders Frandsen (spindoktor)
Anders Frandsen (født 9. december 1975 i Aarhus) er en dansk jurist, der er administrerende direktør for Dansk Skovforening og tidligere spindoktor og kommunikationsrådgiver.

## Biografi
Anders Frandsen er bachelor i historie fra Syddansk Universitet i 1998 og kandidat i jura fra Københavns Universitet i 2004.
Han begyndte sin karriere som konsulent i Det Konservative Folkepartis pressetjeneste 2002-2006 og kom herefter til TDC som public affairs- og kommunikationsrådgiver. Her var han til august 2008, hvor han frem til januar 2010 særlig rådgiver for klima- og energiminister Connie Hedegaard. I marts samme år blev han særlig rådgiver for videnskabsminister Charlotte Sahl Madsen og var samtidig kommunikationschef i Videnskabsministeriet. Herfra kom han til en stilling som sekretariatschef i formands- og direktionssekretariatet i fagforbundet IDA, inden han for en kort bemærkning i 2013 var chefkommunikationsrådgiver i Danske Bank. Fra februar 2014 til maj 2016 var han public affairs director i Rud Pedersen, mens han fra juni 2016 til februar 2022 var kommunikationsdirektør i Rigspolitiet. Siden februar 2022 har han været administrerende direktør for Dansk Skovforening.
Ved siden af sit virke har han siddet i bestyrelsen for Dansk Stalking Center (2019-2022) og Politihistorisk Forening (2018-2022).
Han er udnævnt til ridder af Dannebrog og optaget i Kraks Blå Bog.